# Larentia hebes
Larentia hebes är en fjärilsart som beskrevs av Charles E. Rungs 1950. Larentia hebes ingår i släktet Larentia och familjen mätare. Inga underarter finns listade i Catalogue of Life.